# Burek (album)
Burek è il quarto album in studio da solista (il nono in totale) del cantante bosniaco Dino Merlin, pubblicato nel 2004.

## Tracce
Testi e musiche di Dino Merlin eccetto dove indicato.

1. Burek
2. Zid (Eman Bulbulušić)
3. Želja (Eman Bulbulušić)
4. Majka ruži kćer
5. Verletzt (feat. Edo Zanki) (Dino Merlin, Edo Zanki)
6. Ti si mene (feat. Nina Badrić)
7. Subota (Eldar Mansurov, Dino Merlin)
8. Sarajevo
9. Kad čovjek voli ženu
10. Supermen (feat. Željko Joksimović) (Željko Joksimović, Dino Merlin)
11. Bijelo (Kazantzis Yorgos, Dino Merlin)
12. Mišići
13. Svila
14. Ako nastaviš ovako
15. Na Vi (Arjinder Sing Kang, Dino Merlin)